# دانييل كوبش
دانييل كوبش (بالتشيكية: Daniel Kubeš) مواليد 7 فبراير 1978 في براغ، هو لاعب كرة يد تشيكي سابق تحول إلى التدريب بعد الاعتزال لعب كظهير أيسر. مثل منتخب التشيك لكرة اليد في 136 مباراة. يدرب حاليا منتخب التشيك.

## سجل المنافسة
شارك في البطولات التالية:
- بطولة العالم لكرة اليد للرجال 2015
- بطولة أوروبا لكرة اليد للرجال 2014

## روابط خارجية
- دانييل كوبش على موقع الاتحاد الأوروبي لكرة اليد (الإنجليزية)
- دانييل كوبش على موقع نادي كيل لكرة اليد (الألمانية)